# المختفي (رواية)
المختفي هي إحدى روايات الروائية الأمريكية دانيال ستيل (بالإنجليزية Vanished) وهي من الروايات الدرامية.

## نبذة قصيرة
تدور أحداث الرواية عن امرأة تدخل مصحة نفسية لمدة سنتين بعد فقدها لابنها وجنبنها وانفصالها عن زوجها الذي اتهمها بالإهمال والتسبب في فقد الابن والجنين. وتتعرف على رجل غني يكبرهابعدة سنوات ويتزوج منها لانجاب طفل وينجبان طفلهما ويعيشان حياة هادئة إلى ان تلتقي بالصدفة بزوجها الأول ويختفي ابنهما في اليوم التالي ويتهم الزوج الأول بخطفه ويقدم للمحاكمة.